# Yehiel Mihel Epstein
Pour les articles homonymes, voir Epstein.
Yehiel Mihel HaLevi Epstein (en hébreu : יחיאל מיכל הלוי אפשטיין), né le 24 janvier 1829 (20 shevat 5589) et mort le 25 mars 1908 (22 adar II 5668), était un rabbin et décisionnaire, notamment connu pour être l'auteur du Aroukh haChoulhan (en), monumental livre de Halakha.

## Éléments biographiques
Il naît dans la ville de Babrouïsk en Biélorussie fils du rabbin et marchand Aharon Itshak et de son épouse Rachka. Sa famille est une branche de la famille juive espagnole Benveniste, et au rabbin Aaron Halevi à qui l'on attribue l’écriture du Sefer Hahinoukh.
Il était un éminent élève du rabbin Eliyahou Goldberg, chef du tribunal rabbinique de Babrouïsk. 
Il se maria avec Mikhla, fille du rabbin Yaakov Berlin et sœur du Netziv de Volozhin . Au départ, il comptait s'engager dans le commerce et non dans le rabbinat, mais après la perte de sa dot par un tiers et une faillite, il décida de s'engager dans une carrière rabbinique.
Vers 1856, à l'âge de 27 ans, il est nommé chef du tribunal rabbinique dans la ville hassidique de Nobozhibkov en Russie. Bien qu’étant lui-même issu d'une famille de Mitnagdim, il était sympathisant du mouvement hassidique. Après être nommé rabbin de la ville, il se rend pour une période chez le Tzemah Tzedek, duquel il apprendra la façon de trancher la Halakha.
En 1883, à l'âge de 45 ans, il déménage à Navahroudak, où il restera rabbin de la ville pendant 34 ans.
Il décède à Navahroudak le 25 mars 1908 (22 adar II 5668).

## Famille
- Son fils, le rabbin Barouch HaLevi Epstein auteur du commentaire Torah Temima sur le Pentateuque.
- Son petit-fils, le rabbin Meir Bar-Ilan
- Son beau-frère et gendre, le Netziv de Volozhin (il était le frère de son épouse Mikhla, et se maria plus tard avec la fille de l'union de sa sœur avec le rabbin Epstein en second mariage).[2][3]
- Son fils, le rabbin Dov-Ber Epstein, homme d'affaires de l'ancien yichouv dans Jérusalem.

## Élèves
Le rabbin Epstein était connu comme sous le nom de "גדול המסמיכים", le grand "diplômeur", en raison du grand nombre de rabbins qu'il a ordonnés, parmi eux certains qui sont devenus des grands de la Torah, comme le rabbin Isser Zalman Meltzer, le Rav Kook, le rabbin Yehezkel Abramsky, le rabbin Shlomo Yossef Zevin, et le rabbin Yossef Eliyahou Henkin.

## Enseignement
Le Rabbin Epstein préférait la connaissance globale des sources (בקיאות) à la réflexion sophistiquée sur les détails (פלפול), et la façon d’étudier qui amène à la décision d'Halakha plutôt que l'étude abstraite d'"enquêtes". C'est de cette façon qu'il a composé ses deux plus grands livres, le Arokh HaChoulkhan et le Arokh HaChoulkhan HéAtid. Ce livre est le seul de son genre depuis le Rambam; il englobe toutes les parties de la loi, y compris les parties qui ne sont pas utilisées dans notre temps, comme les lois du service au Temple, etc.
Le rabbin Epstein était également connu pour sa "force de permission" (כוחא דהיתרא).

## Œuvres
- Arokh HaChoulkhan, livre d'Halakha englobant toutes les lois du Choulhan Aroukh.

- Arokh HaChoulkhan HéAtid, complément au Aroukh HaChoulkhan, dans lequel il traite des lois non pratiquées depuis la destruction du temple.
- 'Mekhal HaMayim ("Réservoir d'eau") - commentaire sur le Talmud de Jérusalem.

- Or LaYecharim ("La lumière pour les droits") - sur le Sefer HaYachar de Rabbénou Tam.
- Leil Chimourim - commentaire sur la Haggada de Pessah, disponible sur hebrewbooks .